# Labirynty kultury
Labirynty kultury – polski program kulturalny emitowany na antenie TVP Wrocław od 1995 do 2008 roku, prowadzony przez Bogusława Bednarka. 
Pomysłodawcami programu jako kontynuacji dobrze przyjętego minicyklu W krainie demonów z tym samym prowadzącym byli Piotr Sędzikowski, późniejszy operator w Labiryntach oraz Marcin Bradke, ich scenarzysta. Pierwszy odcinek zatytułowany „Wąż” wyemitowano 12 stycznia 1995. Ostatni nosił tytuł „Horror”. W ciągu 13 lat pierwotnej emisji na antenie regionalnej TVP Wrocław powstało przeszło między 130 a 150 odcinków. 
Program emitowany był także na kanałach TVP Kultura i TVP Polonia.